# Orlovka
Orlovka (ryska: Орловка) är en ort i Kirgizistan.   Den ligger i oblastet Tjüj Oblusu, i den centrala delen av landet, 80 km öster om huvudstaden Bisjkek. Orlovka ligger 1 112 meter över havet och antalet invånare är 6 260.
Terrängen runt Orlovka är kuperad söderut, men norrut är den platt. Runt Orlovka är det glesbefolkat, med 10 invånare per kvadratkilometer. Närmaste större samhälle är Bystrovka, 8,9 km nordost om Orlovka. Trakten runt Orlovka består i huvudsak av gräsmarker.